# Dalskogs socken
Dalskogs socken i Dalsland ingick i Nordals härad och området ingår sedan 1971 i Melleruds kommun och motsvarar från 2016 Dalskogs distrikt.
Socknens areal är 118,03 kvadratkilometer varav 102,56 land. År 2000 fanns här 445 invånare. Stationssamhället Dalskog med sockenkyrkan Dalskogs kyrka ligger i socknen.   

## Administrativ historik
Socknen har medeltida ursprung. 
Vid kommunreformen 1862 övergick socknens ansvar för de kyrkliga frågorna till Dalskogs församling och för de borgerliga frågorna bildades Dalskogs landskommun. Landskommunen uppgick 1952 i Kroppefjälls landskommun som 1969 uppgick i Melleruds köping som 1971 ombildades till Melleruds kommun. Församlingen uppgick 2010 i Örs församling.

1 januari 2016 inrättades distriktet Dalskog, med samma omfattning som församlingen hade 1999/2000.  
Socknen har tillhört län, fögderier, tingslag och domsagor enligt vad som beskrivs i artikeln Nordals härad. De indelta soldaterna tillhörde Västgöta-Dals regemente, Vedbo och Sundals kompani.

## Geografi
Dalskogs socken ligger nordväst om Mellerud kring sjöar som Ärven, Teåkerssjön, Kappebosjön och Näsöln. Socknen utnaför odlingsbygd vid sjöarna en skogsbygd.

## Fornlämningar
Från bronsåldern finns en hällkista, spridda stensättningar och en hällristning.

## Namnet
Namnet skrevs 1531 Dalskog. Namnet kan tolkas som skogen vid dalen då syftande på bäckdalen vid kyrkan. Alternativt kan namnet tolkas 'skogsbygden vid(Utanför Dal(boslätten)'.

## Befolkningsutveckling
| Befolkningsutvecklingen i Dalskogs socken 1750–1990                                                     | Befolkningsutvecklingen i Dalskogs socken 1750–1990 | Befolkningsutvecklingen i Dalskogs socken 1750–1990 | Befolkningsutvecklingen i Dalskogs socken 1750–1990 | Befolkningsutvecklingen i Dalskogs socken 1750–1990 |
| --- | --------------------------------------------------- | --------------------------------------------------- | --------------------------------------------------- | --------------------------------------------------- |
| |                                                     |                                                     |                                                     |                                                     |
| År |                                                     |                                                     | Folkmängd                                           |                                                     |
| 1750 | 1750                                                |                                                     | 694                                                 |                                                     |
| 1760 | 1760                                                |                                                     | 799                                                 |                                                     |
| 1769 | 1769                                                |                                                     | 815                                                 |                                                     |
| 1800 | 1800                                                |                                                     | 881                                                 |                                                     |
| 1810 | 1810                                                |                                                     | 850                                                 |                                                     |
| 1820 | 1820                                                |                                                     | 1 145                                               |                                                     |
| 1830 | 1830                                                |                                                     | 1 140                                               |                                                     |
| 1840 | 1840                                                |                                                     | 1 336                                               |                                                     |
| 1850 | 1850                                                |                                                     | 1 585                                               |                                                     |
| 1860 | 1860                                                |                                                     | 1 820                                               |                                                     |
| 1870 | 1870                                                |                                                     | 1 914                                               |                                                     |
| 1880 | 1880                                                |                                                     | 2 021                                               |                                                     |
| 1890 | 1890                                                |                                                     | 1 744                                               |                                                     |
| 1900 | 1900                                                |                                                     | 1 534                                               |                                                     |
| 1910 | 1910                                                |                                                     | 1 217                                               |                                                     |
| 1920 | 1920                                                |                                                     | 1 100                                               |                                                     |
| 1930 | 1930                                                |                                                     | 992                                                 |                                                     |
| 1940 | 1940                                                |                                                     | 970                                                 |                                                     |
| 1950 | 1950                                                |                                                     | 847                                                 |                                                     |
| 1960 | 1960                                                |                                                     | 648                                                 |                                                     |
| 1970 | 1970                                                |                                                     | 487                                                 |                                                     |
| 1980 | 1980                                                |                                                     | 454                                                 |                                                     |
| 1990 | 1990                                                |                                                     | 434                                                 |                                                     |
| Anm: Källor: Umeå universitet - Tabellverket 1749-1859, Demografiska databasen, CEDAR, Umeå universitet |                                                     |                                                     |                                                     |                                                     |